# Piotr Augustyniak (profesor nauk technicznych)
Piotr Stanisław Augustyniak (ur. 22 marca 1965 w Krakowie) – polski uczony, profesor nauk technicznych, nauczyciel akademicki Akademii Górniczo-Hutniczej im. Stanisława Staszica w Krakowie, specjalności naukowe: automatyzacja diagnostyki medycznej, elektroniczna aparatura medyczna, przetwarzanie sygnałów biomedycznych.

## Życiorys
W 1989 ukończył studia na kierunku elektronika, specjalność elektronika medyczna w AGH. W 1995 na podstawie rozprawy pt. Wyznaczanie parametrów diagnostycznych elektronystagmogramu z użyciem numerycznych filtrów czasowo-częstotliwościowych o charakterystykach dobieranych adaptacyjnie uzyskał na Wydziale Elektrotechniki, Automatyki i Elektroniki Akademii Górniczo-Hutniczej w Krakowie stopień naukowy doktora nauk technicznych. Tam też otrzymał w 2004 stopień doktora habilitowanego nauk technicznych w dyscyplinie automatyka i robotyka. W 2013 nadano mu tytuł profesora nauk technicznych.
Był asystentem, adiunktem, profesorem nadzwyczajnym AGH. Został profesorem zwyczajnym AGH w Wydziale Elektrotechniki, Automatyki, Informatyki i Inżynierii Biomedycznej w Katedrze Biocybernetyki i Inżynierii Biomedycznej oraz kierownikiem tej katedry. Był profesorem Wyższej Szkoły Bankowości i Finansów w Bielsku-Białej.
Wszedł w skład Komitetu Biocybernetyki i Inżynierii Biomedycznej PAN oraz Komisji Nauk Technicznych Polskiej Akademii Umiejętności.
W 2019 został członkiem Rady Doskonałości Naukowej I kadencji reprezentującym dyscyplinę inżynieria biomedyczna.